# Litvaks
Els jueus lituans o litvaks són jueus, amb arrels en el Gran Ducat de Lituània: (avui Lituània, Belarús, Ucraïna, i el nord-est de la regió de Suwałki a Polònia). El terme es fa servir de vegades, especialment a Israel, per definir tots els jueus ortodoxos que segueixen una estil de vida i d'aprenentatge "lituà" (askenazita i no hassidim), sigui quin sigui el seu origen ètnic.
Lituània va ser històricament la llar d'una comunitat jueva gran i influent que va ser gairebé totalment eliminada en l'Holocaust (vegeu Holocaust a Lituània) Abans de la Segona Guerra Mundial hi havia més de 110 sinagogues i 10 iexivot només a Vílnius. Abans de la Segona Guerra Mundial, la població jueva lituana era d'unes 160.000 persones, aproximadament el 7% de la població total. Vilnius (aleshores Wilno en la Segona República de Polònia) tenia una comunitat jueva de prop de 100.000 persones, al voltant del 45% del total de la ciutat. Segons el cens del 2005, a Lituània hi vivien uns 4.000 jueus Encara hi ha fortes comunitats de jueus d'origen lituà Jueus a tot el món, especialment a Israel, els Estats Units, Sud-àfrica, Zimbabwe, Brasil i Austràlia.
Citant la investigació feta per H.G. Adler a Polònia durant la Segona Guerra Mundial anomenada Theresienstadt 1941-1945, hi havia 80.000 jueus reclutats en l'exèrcit independent de Polònia abans de la invasió alemanya que s'identificaven com a jueus lituans. Usant diferents fonts, els investigadors de l'Holocaust afirmen que hi va haver entre 60.000-65.000 soldats jueus en l'exèrcit independent de Polònia que s'identificaven com a jueus lituans.
El mot "Litvak" prové de "Litwak", un terme polonès que denota "un home de Lituània", que no obstant això va deixar d'usar-se abans del segle xix, només per ser reviscolat el 1880 en el sentit més estricte de "jueu lituà".